# Sura mekkańska

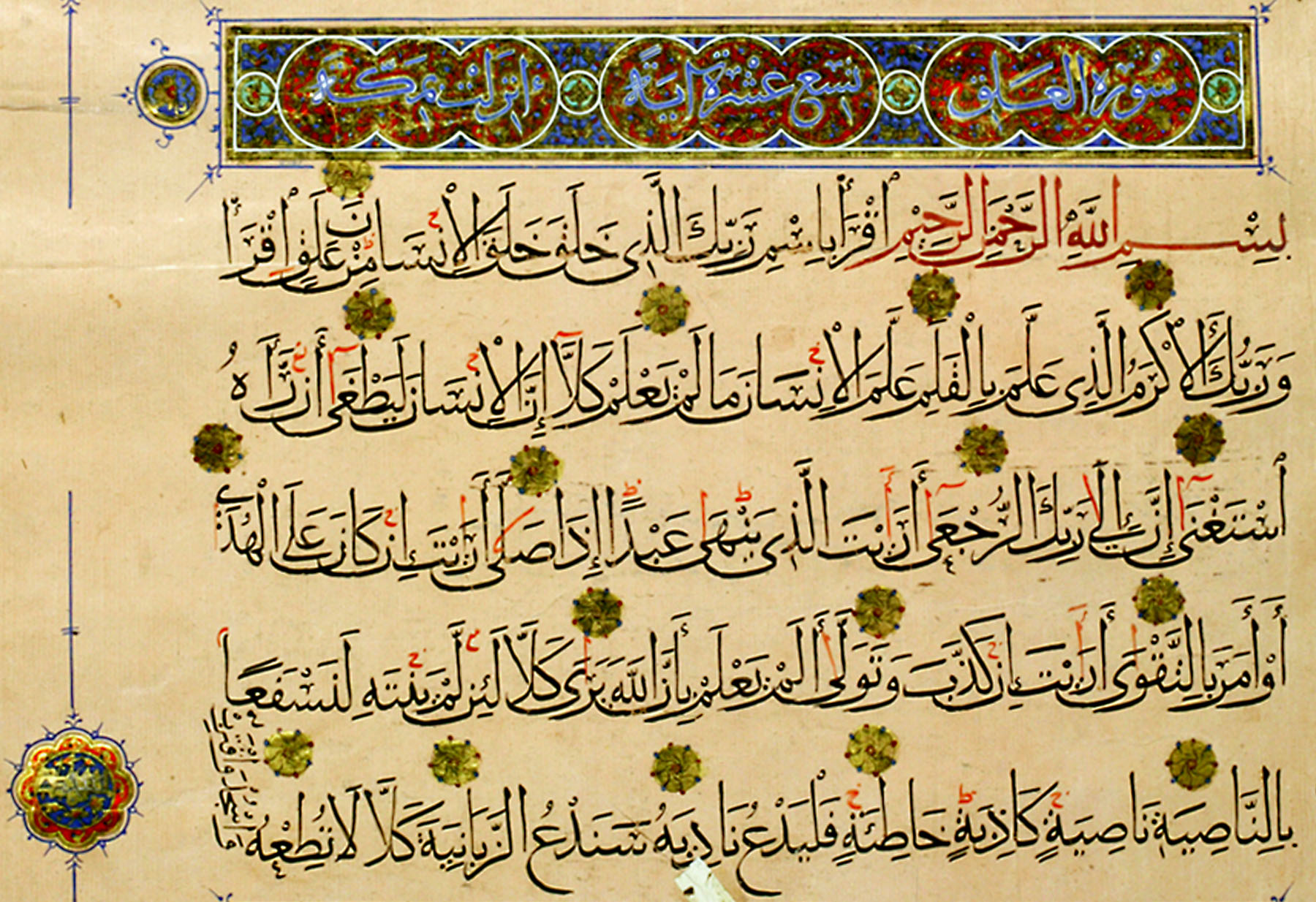
Sura „Al-Alak” – kaligrafia z XV w. Wersety 1-5 tej sury są uznawane za pierwsze objawienie z całego Koranu.

Sura mekkańska – sura, która wg uczonych muzułmańskich została objawiona Mahometowi przed tym jak odbył Hidżrę z Mekki do Medyny w 622 roku n.e. Za początek objawienia sur mekkańskich przyjmuje się rok 610 n.e. Chociaż istnieją też źródła, które mówią o roku 609 n.e. Za pierwsze objawione wersety (ajaty) okresu mekkańskiego (a co za tym idzie całego Koranu), są powszechnie uważane wersety 1-5 sury Al-Alak. Uczeni muzułmańscy są zgodni w tej kwestii, ponieważ istnieją na ten temat hadisy sahih (czyli spełniające najbardziej rygorystyczne kryteria), w tym hadis nr 4953 w Sahih Buchari.

## Podstawowe informacje na temat podziału sur Koranu na medyńskie i mekkańskie
Istnieje kilka kryteriów podziału sur na sury mekkańskie i medyńskie. Najbardziej powszechnie akceptowany wśród uczonych muzułmańskich zdaje się być pogląd, że granicznym momentem pomiędzy dwoma kategoriami sur jest Hidżra – emigracja Mahometa z Mekki do Medyny. Sury, które zgodnie z tradycją zostały objawione Mahometowi przed Hidżrą nazywane są mekkańskimi. Sury, które zostały objawione po emigracji Mahometa do Medyny są określane jako medyńskie. Jednakże w tekście sur mekkańskich można znaleźć ajaty medyńskie i vice-versa. Wynika to z faktu, że niektóre sury były objawiane we fragmentach i przez dłuższy okres. Dla przykładu sura Al-Baqarah, najdłuższa sura Koranu, była objawiana przez około 2 lata i jest uznawana, za surę medyńską. Jednocześnie uczeni muzułmańscy są zgodni, że jej dwa ostatnie ajaty zostały objawione podczas tak zwanej Podróży Miradż, w okresie mekkańskim(pod sam jego koniec). Uczeni muzułmańscy nie są zgodni co do okresu objawienia około 12 sur, w tym sury Al-Fatiha (Otwierającej).

## Specyfika sur mekkańskich
- nawołują do czczenia jednego boga i porzucenia politeizmu, do zaakceptowania Mahometa jako proroka, do wiary w poprzednich proroków, anioły, wcześniej objawione księgi, zmartwychwstanie oraz nagrodę, lub karę za czyny w życiu doczesnym[7]
- zachęcają do pracy nad własnym charakterem, cierpliwości, pokory, do nawoływania do dobra i zakazywania zła[7]
- pojawia się w nich słowo kalla (arabski: كلأَّ)[8] – użyte na początku wersetu oznaczającza, że nastąpi po nim reprymenda, mocna krytyka[9]

- zawierają historie proroków poprzedzających Mahometa i ludów, do których byli wysłani ci prorocy[10]
- zawierają wersety (ajaty) sadżda – pokłonu, czyli wersety, po których wypowiedzeniu recytator przerywa recytację i oddaje pokłon[8]
- krytyka wielu zwyczajów politeistów, m.in. grzebania żywcem nowonarodzonych dziewczynek, okradania sierot z ich majątku, skąpstwa bogaczy[7]
- w przeciwieństwie do sur medyńskich, nie zawierają przepisów prawnych, ani wersetów na temat walki zbrojnej

## Lista sur mekkańskich
Uczeni muzułmańscy są zgodni, co do klasyfikacji osiemdziesięciu dwóch sur jako mekkańskich, natomiast okres objawienia niektórych sur jest przedmiotem dyskusji. W związku z powyższym, istnieje kilka, nieznacznie różniących się od siebie, list sur mekkańskich, w których liczba sur waha się od 82 do 94.